# Ivan Franjić
Ivan Frankie Franjić (Melbourne, 1987. szeptember 10. –) ausztrál válogatott labdarúgó, jelenleg a Macarthur játékosa.

## Sikerei, díjai
Brisbane Roar
- Ausztrál bajnokság – Alapszakasz (2): 2010–11, 2013–14
- Ausztrál bajnokság – Rájátszás (3): 2010–11, 2011–12, 2013–14

Melbourne City
- Ausztrál kupa (1): 2016

Perth Glory
- Ausztrál bajnokság – Alapszakasz (1): 2018–19

Ausztrália
- Ázsia-kupa: 2015

## Fordítás
Ez a szócikk részben vagy egészben  az   Ivan Franjic című angol Wikipédia-szócikk fordításán alapul.  Az eredeti cikk szerkesztőit annak laptörténete sorolja fel. Ez a jelzés csupán a megfogalmazás eredetét és a szerzői jogokat jelzi, nem szolgál a cikkben szereplő információk forrásmegjelöléseként.